# Ministrer

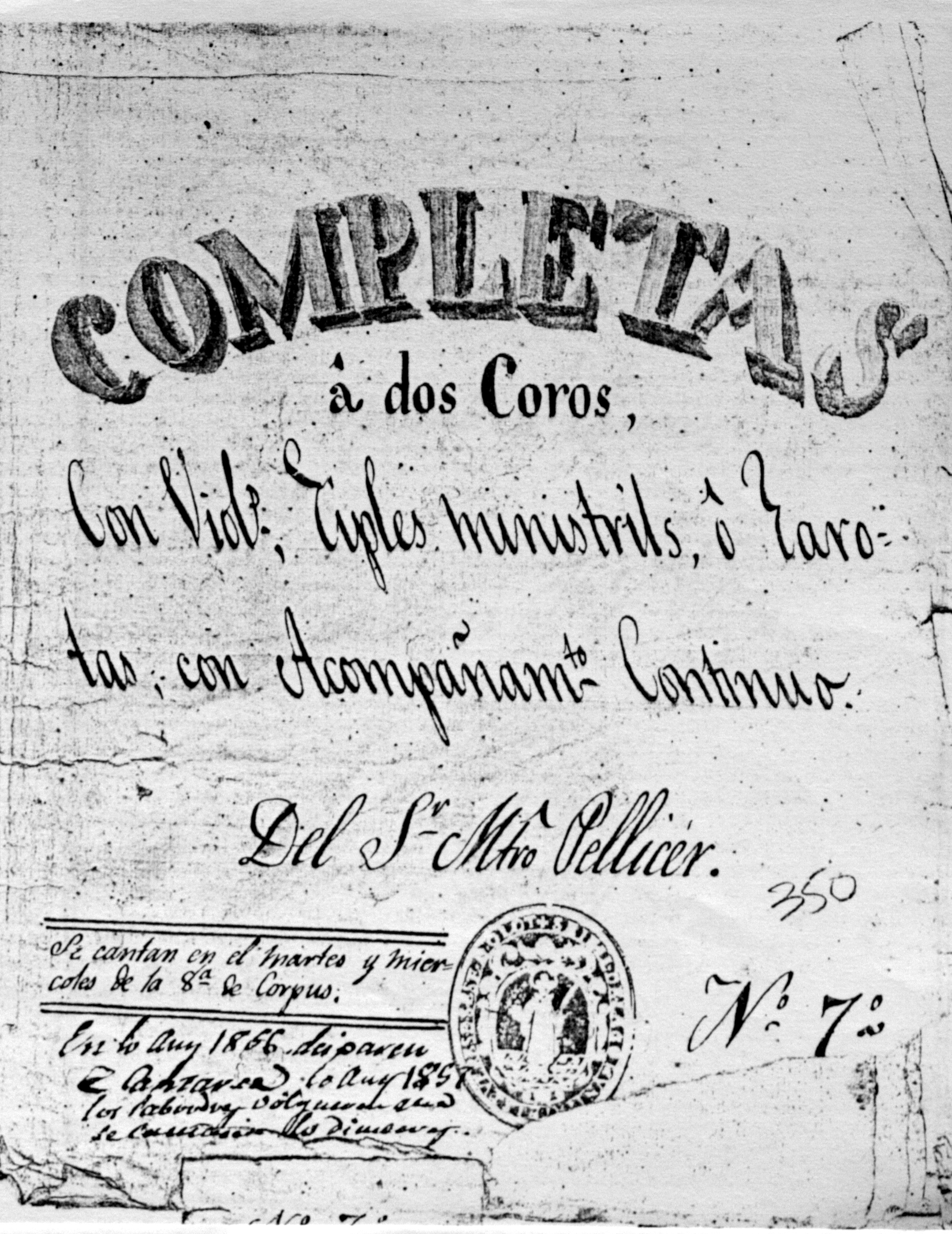
Portada d'unes completes amb acompanyament de ministrils, a l'arxiu parroquial d'Olot

Un ministrer o ministril era un instrumentista, segons la denominació pròpia dels segles segle xv al segle xviii, tot i que encara es troba esporàdicament al segle xix.
Aquests instrumentistes, ho eren principalment d'instruments de vent i acostumaven a tocar en grup, integrant-se en conjunts més o menys estables denominats sovint cobles, mot relacionat amb l'acció d'acoblar-se, d'ajuntar-se per fer música. Sobretot en el Renaixement i principis del Barroc, aquests ministrers van tocar instruments de vent aptes per a l'acompanyament de la música vocal a cappella, és a dir, doblant les parts vocals, o bé per fer música instrumental a l'aire lliure: cornetes, xeremies, sacabutxos i baixons. Els ministreres a vegades formaven part de les capelles, a vegades constituïen grups al servei del poder civil, sobretot municipal, i en altres indrets es constituïen en grups autònoms que es llogaven a qui necessitava un grup de música per a una festivitat.
Segons el Diccionari Oxford de la Música, sembla que la paraula menestrel indicava inicialment la classe més elevada dels artistes públics. En el segle xiv era el mot que s'emprava per designar els músics en general. Al segle xiv a Catalunya, la paraula agrupava els instrumentistes de la cort. En el segle xvi, a més es troben acompanyant les capelles corals de les catedrals. Segons el diccionari d'Alcover-Moll, ministrer, ministril o menestril era l'executant o sonador d'instrument musical.

## Història a Mallorca

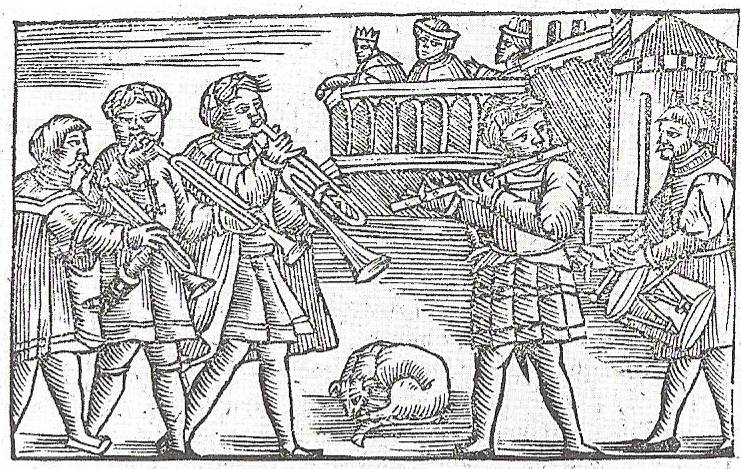
Gravat provinent del llibre Historia de gentibus septentrionalibus (1555) on apareixen ministrils de flauta travessera, tambor i tres sacabutxs.

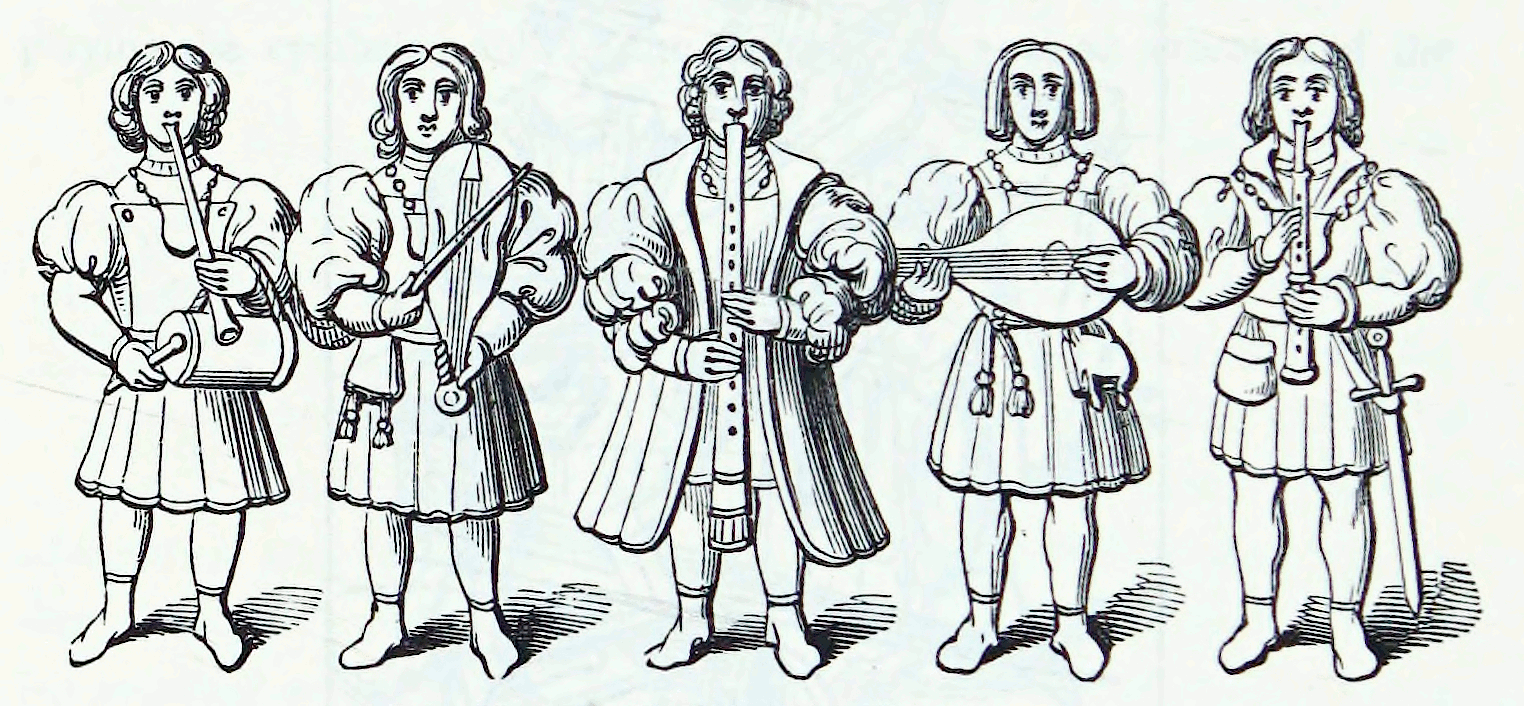
The Minstrels of Beverley Xilografia anglesa del en la qual apareixen ministrils tocant -d'esquerra a dreta- una flauta i tambor, un violí, un instrument de llengüeta doble amb càpsula d'aire, un llaüt i una xeremia.

### Origen
Els ministrils provenen de l'evolució dels joglars medievals. La desaparició del nom del joglar a canvi del de ministrer o ministril ja s'havia iniciat a França a finals del segle xii. La figura del joglar havia caigut en l'oblit i el seu nom en desús. La decadència dels joglars, a causa de la desaparició de la lírica trobadoresca, donà pas a Catalunya a l'entrada dels ministrils, els quals a la segona meitat del segle xvi substituïren per complet els joglars.
A Mallorca al segle xvi encara s'hi trobaven joglars, mentre es comença a sentir parlar de ministrils a començament del mateix segle. És possible que a Mallorca el canvi fou afavorit per la prohibició pels bisbes postridentins que els joglars no actuessin dins les esglésies. La primera referència que es té a Mallorca és la de 1505, quan Joan Mestre consta com a ministril d'arpa de l’infant Ferran. Per tant, es pot veure com la paraula ministril feia referència a instrumentista. Després de la Guerra de Successió, l'Ajuntament de Palma es va fer càrrec dels ministrils i varen ser l'origen de la Banda Municipal de Palma fundada el 1879.
La partitura més antiga de la qual es té constància és la que presenta Josep Massot i Planes en el Cançoner Musical de Mallorca amb el títol “Baixa dels ministrils”, sobre la qual el mateix Massot escriu: “aquesta tocata constitueix un vertader monument arqueològic. Data de la fi del segle quinzè o del començament del setzè. És la que usaven els ministrils per acompanyar els magnífic jurats del regne de Mallorca”. A altres referències de Noguera, Pol, Muntaner… també parlen de les partitures usades pels ministrils. Però els instrumentistes s'emportaren tant els instruments com els papers musicals. Per tant, aquest fet no ha facilitat que es pugui saber amb exactitud la música que tocaven.
A Mallorca els ministrils eren un grup o conjunt d'instrumentistes creat el 1595 i que intervenen a determinats actes oficials del Gran i General Consell. Segons Fernando Weyler Laviña, els ministrils estaven dotats amb vint i cinc lliures anuals i tenien l'obligació d'assistir a peu o a cavall als actes que els ordenessin. També a les grans festivitats tocaven en públic col·locant-se devora les forces militars que estaven en formació encara que no en formaven part. Inicialment el grup de ministrils estava format per cinc instrumentistes. L'any 1667 els trobem reduïts a dos per incrementar-se fins a quatre el segle xix. Els instruments que usaven en el segle xvi eren: tres xeremies, tiple, contralt i tenora i el baix o fagot (baixó), que amb el temps fou substituït per un trombó de vares i després per un bombardí. La xeremia tiple durant el segle xix també va ser substituïda per un oboè requintat.

### Seglexixixx
Al voltant de 1824, els ministrils interpretaven unes tocates als actes solemnes i a més també tenien el costum de tocar als domicilis dels regidors el dia de cap d'any. El 1879, els quatre ministrils es suprimiren a causa de la creació d'una banda de música, la qual cosa va fer sorgir la polèmica de si la nova formació costaria més despeses que la suprimida. Posteriorment el 1882 es va suprimir novament la banda de música i tornaren els ministrils. El 27 de juny de 1898 i per reformes de personal a l'Ajuntament, els ministrils foren novament suprimits.
L'11 de desembre de 1922 es decideix reorganitzar la Festa de l'Estendard. Així, el consistori aprovà la convocatòria de concursos artístics, la represa dels acompanyaments de música tradicional, la confecció de la bandera històrica que correspon a la Ciutat segons els estudis de qui fou secretari de l'Ajuntament Benet Pons. El dia 31 del mateix mes, a la festa esmentada, els ministrils sortiren de nou per tal d'acompanyar els membres del consistori i participar en els actes.
Però aquests ministrils no es constituïren de forma estable sinó que després de la festa es dissolgueren, ja que el 20 de juny de l'any 1923 a l'Ajuntament es dona lectura a una proposició formulada per un grup de regidors per tal de restaurar la banda de ministrils. A partir d'aquell moment, els ministrils només apareixerien per acompanyar la corporació des de l'Ajuntament a la Seu els dies de les festes municipals de Sant Sebastià i la Festa de l'Estendard. Més tard aquesta assistència va deixar de ser obligatòria fins a arribar a sortir només el dia 31 de desembre.